# Ewa Freyberg
Ewa Krystyna Freyberg (ur. 28 stycznia 1944 w Zimnej Wodzie) – polska polityk, nauczyciel akademicki, ekonomistka, posłanka na Sejm III kadencji, była wiceminister w kilku resortach.

## Życiorys
Ukończyła w 1966 studia na Wydziale Handlu Zagranicznego Szkoły Głównej Planowania i Statystyki. W 1973 na tej uczelni uzyskała stopień doktora nauk ekonomicznych, w 1990 habilitowała się na SGH. Została profesorem nadzwyczajnym w Kolegium Gospodarki Światowej Szkoły Głównej Handlowej.
Od 1966 pracuje na tej uczelni jako pracownik naukowy, młodszy asystent, asystent, adiunkt. Od 1992 do 1994 była prodziekanem Kolegium Gospodarki Światowej. Na początku lat 80. przez rok pracowała w Departamencie Informacji Publicznej Sekretariatu Organizacji Narodów Zjednoczonych w Nowym Jorku.
Od 18 stycznia 1994 do 30 września 1996 zajmowała stanowisko podsekretarza stanu w Ministerstwie Przekształceń Własnościowych (przekształconym w Ministerstwo Skarbu Państwa). W latach 1997–2001 sprawowała mandat posła na Sejm III kadencji. W 2001 bez powodzenia ubiegała się o reelekcję. Od 2003 do 2004 pełniła funkcję wiceministra w Ministerstwie Gospodarki oraz Ministerstwie Edukacji Narodowej i Sportu. Potem powróciła do pracy na SGH.
Należała do Sojuszu Lewicy Demokratycznej, w 2004 przystąpiła do Socjaldemokracji Polskiej. W tym samym roku bezskutecznie kandydowała do Parlamentu Europejskiego, a w 2005 do Sejmu. Do 2006 kierowała strukturami SdPl w województwie lubuskim. W 2012 przystąpiła do Ruchu Palikota.

## Odznaczenia
Odznaczona Krzyżem Oficerskim Orderu Odrodzenia Polski (2005).